# Rupert Friend
Rupert William Anthony Friend (* 1. října 1981 Oxfordshire, Anglie) je britský herec. 
Herectví vystudoval v Londýně na Webber Douglas Academy of Dramatic Art.
S Johnnym Deppem si zahrál ve snímku Libertin, s Joan Plowrightovou hrál ve snímku Paní Palfreyová. Jeho nejvýznamnější rolí se stala postava pana Wickhama ve filmové adaptaci románu Pýcha a předsudek režiséra Joea Wrighta z roku 2005, kde hrál po boku Keiry Knightleyové.
Ve filmu Královna Viktorie z roku 2009 si s Emily Bluntovou zahrál druhou hlavní postavu královnina bratrance a manžela prince Alberta Sasko-Cobursko-Gothajského.

## Filmografie

### Film
| Rok  | Název                                          | Role                            | Poznámky     |
| ---- | ---------------------------------------------- | ------------------------------- | ------------ |
| 2004 | Libertin                                       | Billy Downs                     |              |
| 2005 | Pýcha a předsudek                              | George Wickham                  |              |
| 2005 | Paní Palfreyová                                | Ludovic Meyer                   |              |
| 2007 | Měsíc a hvězdy                                 | Renzo Daverio / Spoletta        |              |
| 2007 | Psanec                                         | Sandy Mardell                   |              |
| 2007 | Poslední legie                                 | Demetrius                       |              |
| 2007 | Andělé a panny                                 | Alessandro Felice               |              |
| 2008 | Jolene                                         | Coco Leger                      |              |
| 2008 | Chlapec v pruhovaném pyžamu                    | SS-Obersturmführer Kurt Kotler  |              |
| 2009 | Královna Viktorie                              | Albert Sasko-Kobursko-Gothajský |              |
| 2009 | Chéri                                          | Fred "Chéri" Peloux             |              |
| 2010 | Lullaby for Pi                                 | Sam                             |              |
| 2010 | Kid                                            | Kevin Lewis                     |              |
| 2011 | 5 Days of War                                  | Thomas Anders                   |              |
| 2012 | To Write Love on Her Arms                      | David McKenna                   |              |
| 2013 | Hvězda kriminálu                               | Oliver Baumer                   |              |
| 2014 | Meet Me in Montenegro                          | Stephen                         |              |
| 2015 | Hitman: Agent 47                               | Agent 47                        |              |
| 2017 | Ztratili jsme Stalina                          | Vasilij Josifovič Stalin        |              |
| 2018 | U brány věčnosti                               | Theo van Gogh                   |              |
| 2018 | Nebezpečná laskavost                           | Dennis Nylon                    |              |
| 2021 | Separation                                     | Jeff Vahn                       |              |
| 2021 | Francouzská depeše Liberty, Kansas Evening Sun | Drill-Sergeant                  |              |
| 2021 | Bratrstvo nesmrtelných                         | Otto Bathurst (1985)            |              |
| 2022 | Waldo                                          | Wilson Sikorsky                 |              |
| 2023 | Asteroid City                                  | Montana/Asquith Eden            |              |
| 2025 | Společník                                      | Sergey                          |              |
| 2025 | Jurský svět: Znovuzrození                      | Martin Krebs                    | postprodukce |

### Televize
| Rok       | Název             | Role             | Poznámky             |
| --------- | ----------------- | ---------------- | -------------------- |
| 2012–2017 | Ve jménu vlasti   | Peter Quinn      | hlavní role, 55 dílů |
| 2018–2019 | Strange Angel     | Ernest Donovan   | hlavní role, 15 dílů |
| 2022      | Anatomie skandálu | James Whitehouse | minisérie, 6 dílů    |
| 2022      | Obi-Wan Kenobi    | Veleinkvizitor   | minisérie, 4 díly    |